# Русское хоровое общество
Русское хоровое общество — объединение любителей хора в Москве.

## История
Объединение любителей пения под названием «Русское хоровое общество» (Р. Х. О.) действовало в Москве с 1878 года по 1915 год. К. К. Альбрехт активно участвовал в образовании объединения.
В хоре было до 150 человек. Р. Х. О. выступал на концертах РМО и каждый год организовал собственные концерты. В репертуаре хора основной акцент ставился на акапелло. В основном использовались произведения русских композиторов: П. И. Чайковского, А. Г. Рубинштейна, Н. А. Римского-Корсакова, Ц. А. Кюи, Э. Ф. Направника, С. И. Танеева, А. С. Аренского, А. Т. Гречанинова, M. M. Ипполитова-Иванова, А. Н. Корещенко, Н. Н. Черепнина; из опер М. И. Глинки, А. С. Даргомыжского, А. Н. Серова, А. П. Бородина. Некоторые работы исполнялись в первый раз.
С 1881 года при Р. Х. О. работали хоровые классы под руководством В. П. Войденова доступные для всех. Они давали начальное музыкальное образование и подготавливали учителей хорового пения. С 1882 года по 1888 год действовала духовная капелла, под регентством В. С. Орлова.
Первым дирижёром общества был Альбрехт, после него: Аренский, Ипполитов-Иванов, В. И. Сафонов, С. Н. Василенко, Н. С. Голованов. Общество поддерживали: Чайковский, Н. Г. Рубинштейн, Танеев.
Объединение печатало хоровую литературу.